# Jacob Tullin Thams
Jacob Tullin Thams (Oslo, 7 aprile 1898 – Oslo, 27 luglio 1954) è stato un saltatore con gli sci e velista norvegese, uno dei soli quattro atleti di ogni epoca capace di vincere medaglie in due diversi sport in due diversi tipi di Olimpiadi.

## Biografia

### Carriera sciistica
Considerato il più forte saltatore dei primi anni venti, in campo nazionale non ottenne risultati di rilievo né ai Campionati norvegesi né al Trofeo Holmenkollen poiché all'epoca entrambe le competizioni prevedevano soltanto gare di combinata nordica: Thams, eccellente saltatore ma mediocre fondista, a Holmenkollen non andò mai oltre il 14º posto ottenuto nel 1924, pur vincendo la prova di salto per cinque anni consecutivi, dal 1924 al 1927.
Ai I Giochi olimpici invernali di Chamonix-Mont-Blanc 1924 vinse la medaglia d'oro, risultato replicato ai Mondiali di Lahti del 1926. Ai II Giochi olimpici invernali di Sankt Moritz 1928 sull'Olympiaschanze dopo il primo salto occupava la terza piazza; tra le due prove però s'inserì una vibrante protesta degli atleti scandinavi contro le condizioni del trampolino, che giudicarono insicuro a causa del ghiaccio. Dopo un ritardo di quaranta minuti la seconda prova prese comunque il via; Thams, furioso, anziché effettuare un salto di sicurezza che gli avrebbe garantito la medaglia scelse di dimostrare il proprio coraggio agli atleti svizzeri, che l'avevano accusato di codardia: in effetti conseguì la massima misura della gara, 73 m, ma al prezzo di un cattivo atterraggio, che lo penalizzò fortemente nel punteggio e lo fece retrocedere al ventottesimo posto finale.

### Carriera velistica
Dopo il ritiro dallo sci agonistico si dedicò alla vela, partecipando come membro dell'equipaggio della classe 8 metri ai Giochi della XI Olimpiade di Berlino 1936: assieme a Olaf Ditlev-Simonsen, Hans Struksnæs, Lauritz Schmidt, Nordahl Wallem e John Ditlev-Simonsen vinse la medaglia d'argento, divenendo così il secondo atleta nella storia dei Giochi olimpici - dopo Eddie Eagan - a conquistare una medaglia sia in un'edizione estiva, sia in una invernale.

## Palmarès

### Salto con gli sci

#### Olimpiadi
- 1 medaglia, valida anche ai fini iridati:
  - 1 oro (trampolino normale a Chamonix-Mont-Blanc 1924)

#### Mondiali
- 1 medaglia, oltre a quella conquistata in sede olimpica e valida anche ai fini iridati:
  - 1 oro (trampolino normale a Lahti 1926)

### Vela

#### Olimpiadi
- 1 medaglia:
  - 1 argento (8 metri a Berlino 1936)

## Riconoscimenti
Nel 1926 fu insignito della Medaglia Holmenkollen, il prestigioso riconoscimento assegnato dalla Federazione sciistica della Norvegia.